# Вишна Боца
Вишна Боца (слч. Vyšná Boca) насељено је мјесто са административним статусом сеоске општине (слч. obec) у округу Липтовски Микулаш, у Жилинском крају, Словачка Република.

## Становништво
| Година:    | 1994. | 2004.   | 2014.   | 2024.    |
| ---------- | ----- | ------- | ------- | -------- |
| Број људи: | 107   | 108     | 109     | 93       |
| Разлика:   |       | +0,93 % | +0,92 % | -14,67 % |

| Година:    | 2023. | 2024.   |
| ---------- | ----- | ------- |
| Број људи: | 94    | 93      |
| Разлика:   |       | -1,06 % |

Према подацима о броју становника из 2011. године насеље је имало 101 становника.